# Morgan Betorangal
Morgan Betorangal (ur. 25 sierpnia 1988 w Nanterre) – czadyjski piłkarz występujący na pozycji pomocnika. Zawodnik klubu UNA Strassen.

## Kariera klubowa
Betorangal karierę rozpoczynał w 2008 roku w rezerwach francuskiego zespołu FC Nantes. W 2009 roku przeszedł do luksemburskiego UN Käerjéng 97, grającego w ekstraklasie. Po roku odszedł do drugoligowego klubu Union 05 Kayl-Tétange. W 2011 roku wywalczył z nim awans do ekstraklasy. W latach 2012–2015 grał w F91 Dudelange, z którym w sezonie 2013/2014 został mistrzem kraju. W latach 2015–2017 grał w algierskich klubach: najpierw trafił do RC Arbaâ, a następnie do MO Béjaïa. W sezonie 2017/2018 był zawodnikiem Chabab Rif Al Hoceima. Przez rok (2019–2020) nie zagrał żadnego meczu w barwach Racing Club de France. 1 stycznia 2020 podpisał kontrakt z UNA Strassen.

## Kariera reprezentacyjna
W reprezentacji Czadu Betorangal zadebiutował w 2012 roku.